# Joshua Holt
Joshua Holt (c. 1992) es un misionero mormón estadounidense. Después de viajar a Venezuela en 2016 para casarse, Joshua y su esposa fueron detenidos por agentes del Servicio Bolivariano de Inteligencia (SEBIN). Holt fue acusado de espionaje y su esposa fue sometida a torturas para extraer una confesión falsa que lo inculpara. Durante su reclusión, padecieron de las condiciones paupérrimas de El Helicoide, el sitio de reclusión, y presenciaron el motín que tuvo lugar en 2018. Holt fue liberado el 26 de mayo de 2018 y regresó a su casa en Salt Lake City, Utah.

## Detención
Holt es originario del estado Utah, es un explorador águila, y miembro de la iglesia mormona. En 2016 viajó a Venezuela para casarse con Thamy, a quien había conocido en Mormon.org, un sitio web de la comunidad religiosa. La pareja se casó en junio y regresó a donde vivía Thamy, en Ciudad Caribia, una urbanización en Caracas propiedad del gobierno, mientras Thamy esperaba su visa de Estados Unidos.
El 30 de junio de 2016 agentes del Servicio Bolivariano de Inteligencia (SEBIN) irrumpieron en casa de Thamy sin una orden de allanamiento, ingresando por la fuerza, viendo el pasaporte de Joshua y retirándose. Una hora después volvieron con más funcionarios, armados con rifles, revisando el teléfono celular y el equipaje de Holt, a quien obligaron a retirarse; los agentes de inteligencia procedieron a plantar objetos que no habían descubierto en la búsqueda inicial: un rifle AK-47, un rifle de asalto de imitación M-15 y una granada de mano para inculpar a la pareja. Un oficial de alto rango intentó chantajear a Thamy, exigiéndole $10 000 dólares. Al negarse, el oficial le respondió "Entonces esta es mi casa", y los funcionarios procedieron a llevar a vecinos de otros apartamentos en calidad de "testigos". Holt y su esposa fueron acusados de "posesión ilícita de un arma de guerra" y posteriormente recluidos en El Helicoide. El gobierno Estados Unidos declaró que los cargos eran falsos.
Durante su detención, Joshua perdió 60 libras (27 kilos), estuvo recluido en una celda infestada de cucarachas, no contó con duchas y se veía obligado a defecar en el periódico en el suelo y a orinar en una botella. En los seis primeros meses de su reclusión, Holt padeció de bronquitis, sarna, cálculos renales y hemorroides, recibiendo como única atención médica una inyección de analgésicos. También padeció de constantes dolores estomacales y uno de sus dientes se partió en dos; durante tres meses sufrió de un grave dolor de muelas, sin recibir medicamentos o tener acceso a algún especialista. Thamy fue torturada y electrocutada para obtener una falsa confesión en contra de su esposo; agentes de seguridad querían obligarla a firmar una confesión afirmando que Holt era "parte de un plan de espionaje, que dirigió un equipo de la CIA enviado para socavar al gobierno venezolano" y "que había matado gente", algo a lo que se rehusó. La audiencia de ambos fue aplazada veinte veces, sin que se presentaran pruebas en su contra.
Joshua fue testigo del motín en El Helicoide en mayo de 2018, cuando publicó videos en su cuenta de Facebook de los sucesos y pidió ayuda para su liberación. La embajada de Estados Unidos en Caracas expresó su preocupación porque "Holt y otros ciudadanos estadounidenses están en peligro". Holt fue liberado el 26 de mayo de 2018. Luego de su liberación Joshua se reunión en la Casa Blanca con el presidente Donald Trump, y el 28 de mayo viajó a su casa en Salt Lake City, en Utah. En febrero de 2024 presentó una demanda civil por daños contra el presidente Nicolás Maduro.